# Jerome Sally
Jerome Sally (Chicago, 24 de fevereiro de 1959) é um ex-jogador profissional de futebol americano estadunidense. Ele foi campeão da temporada de 1986 da National Football League jogando pelo New York Giants.